# Campeonato da Europa de Corta-Mato de 2003
O Campeonato da Europa de Corta-Mato de 2003 foi a  10º edição da competição organizada pela Associação Europeia de Atletismo no dia 14 de dezembro de 2003. Teve como sede Edinburgh no Reino Unido. 

## Resultados
Esses foram os resultados do campeonato. 

### Sênior masculino individual 10,095 km
| Posição           | Atleta                 | Tempo |
| ----------------- | ---------------------- | ----- |
| Medalha de ouro   | Serhiy Lebid           | 30:47 |
| Medalha de prata  | Juan Carlos de la Ossa | 31:08 |
| Medalha de bronze | Eduardo Henriques      | 31:15 |
| 4.                | Tom van Hooste         | 31:18 |
| 5.                | Yevhen Bozhko          | 31:19 |
| 6.                | Fabián Roncero         | 31:23 |
| 7.                | Mustapha Essaïd        | 31:26 |
| 8.                | El Hassan Lahssini     | 31:29 |
| 9.                | Umberto Pusterla       | 31:32 |
| 10.               | Driss El Himer         | 31:34 |
| 11.               | Günther Weidlinger     | 31:35 |
| 12.               | Iván Hierro            | 31:35 |

### Sênior masculino por equipes
| Posição           | Equipe                                                                           | Pontos |
| ----------------- | -------------------------------------------------------------------------------- | ------ |
| Medalha de ouro   | França · Mustapha Essaïd · Driss El Himer · Khalid Zoubaa · El Hassan Lahssini · | 47     |
| Medalha de prata  | Espanha · Juan Carlos de la Ossa · Fabián Roncero · Iván Hierro · Kamal Ziani ·  | 47     |
| Medalha de bronze | Portugal · Eduardo Henriques · Fernando Silva · Ricardo Ribas · José Ramos ·     | 57     |
| 4.                | Itália                                                                           | 71     |
| 5.                | Bélgica                                                                          | 96     |
| 6.                | Rússia                                                                           |        |
| 7.                | Reino Unido                                                                      |        |
| 8.                | Suécia                                                                           | 132    |

### Sênior feminino individual 6,595 km
| Posição           | Atleta            | Tempo |
| ----------------- | ----------------- | ----- |
| Medalha de ouro   | Paula Radcliffe   | 22:04 |
| Medalha de prata  | Elvan Abeylegesse | 22:13 |
| Medalha de bronze | Anikó Kálovics    | 22:26 |
| 4.                | Sonia O'Sullivan  | 22:36 |
| 5.                | Hayley Yelling    | 22:44 |
| 6.                | Olivera Jevtić    | 22:45 |
| 7.                | Justyna Bąk       | 22:47 |
| 8.                | Liz Yelling       | 22:49 |
| 9.                | Patrizia Tisi     | 22:50 |
| 10.               | Galina Bogomolova | 22:54 |
| 11.               | Hayley Tullett    | 22:59 |
| 12.               | Kathy Butler      | 23:00 |

### Sênior feminino por equipes
| Posição           | Equipe                                                                                   | Pontos |
| ----------------- | ---------------------------------------------------------------------------------------- | ------ |
| Medalha de ouro   | Reino Unido · Paula Radcliffe · Hayley Yelling · Liz Yelling · Hayley Tullett ·          | 25     |
| Medalha de prata  | Irlanda · Sonia O'Sullivan · Rosemary Ryan · Anne Keenan-Buckley · Catherina McKiernan · | 78     |
| Medalha de bronze | Portugal · Analía Rosa · Helena Sampaio · Analídia Torre · Inês Monteiro ·               | 84     |
| 4.                | França                                                                                   | 84     |
| 5.                | Rússia                                                                                   | 114    |
| 6.                | Bélgica                                                                                  | 116    |
| 7.                | Itália                                                                                   | 126    |
| 8.                | Espanha                                                                                  | 130    |

### Júnior masculino individual 6,595 km
| Posição           | Atleta              | Tempo |
| ----------------- | ------------------- | ----- |
| Medalha de ouro   | Yevgeniy Rybakov    | 20:52 |
| Medalha de prata  | Anatoliy Rybakov    | 20:52 |
| Medalha de bronze | Aleksey Reunkov     | 20:53 |
| 4.                | Cosmin Suteu        | 20:58 |
| 5.                | Marius Ionescu      | 21:04 |
| 6.                | Mark Christie       | 21:07 |
| 7.                | Francisco Bachiller | 21:09 |
| 8.                | Jeremy Pierrat      | 21:12 |

### Júnior masculino por equipes
| Posição           | Equipe                                                                               | Pontos |
| ----------------- | ------------------------------------------------------------------------------------ | ------ |
| Medalha de ouro   | Rússia · Yevgeniy Rybakov · Anatoliy Rybakov · Aleksey Reunkov · Sergey Ryazantsev · | 20     |
| Medalha de prata  | Roménia                                                                              | 31     |
| Medalha de bronze | Espanha                                                                              | 46     |
| 4.                | Reino Unido                                                                          | 92     |
| 5.                | França                                                                               | 106    |
| 6.                | Alemanha                                                                             | 129    |
| 7.                | Irlanda                                                                              | 142    |
| 8.                | Polónia                                                                              | 161    |

### Júnior feminino individual 4,52 km
| Posição           | Atleta              | Tempo |
| ----------------- | ------------------- | ----- |
| Medalha de ouro   | Inna Poluškina      | 15:32 |
| Medalha de prata  | Snežana Kostić      | 15:57 |
| Medalha de bronze | Charlotte Dale      | 16:04 |
| 4.                | Volha Minina        | 16:06 |
| 5.                | Faye Fullerton      | 16:07 |
| 6.                | Viktoriya Trushenko | 16:10 |
| 7.                | Azra Eminović       | 16:20 |
| 8.                | Regina Hamzina      | 16:23 |

### Júnior feminino por equipes
| Posição           | Equipe                                                                         | Pontos |
| ----------------- | ------------------------------------------------------------------------------ | ------ |
| Medalha de ouro   | Reino Unido · Charlotte Dale · Faye Fullerton · Danielle Barnes · Aine Hoban · | 32     |
| Medalha de prata  | Rússia                                                                         | 53     |
| Medalha de bronze | Alemanha                                                                       | 63     |
| 4.                | Roménia                                                                        | 112    |
| 5.                | Bielorrússia                                                                   | 116    |
| 6.                | Espanha                                                                        | 129    |
| 7.                | França                                                                         | 135    |
| 8.                | Irlanda                                                                        | 137    |